# Стари (филм)
Стари (енгл. Old) амерички је трилер филм из 2021. године писца, редитеља и копродуцента М. Најта Шјаламана, слабо заснован на графичком роману Куле од песка Пјера Оскара Левија и Фредерика Петерса. Ансамблску поделу улога филма чине Гаел Гарсија Бернал, Вики Крипс, Руфус Суел, Алекс Вулф, Томасин Макензи, Аби Ли, Ники Амука-Берд, Кен Ланг, Елајза Сканлен, Арон Пјер, Ембет Дејвиц и Еман Елиот. Филм прати групу људи који убрзано старе на осамљеној плажи са које не могу побећи.
Филм је најављен у октобру 2019. након што је Шјамалан прочитао графички роман Левија и Петерса. Глумачка екипа придружила се следећег лета, а снимање се одвијало од септембра до новембра у Доминиканској Републици. Означио је први филм у Шјамалановој каријери у коме није било снимања око његовог родног града Филаделфије.
После кашњења приписаном пандемији ковида 19, филм Стари биоскопски је издат 23. јула 2021. године у Сједињеним Државама, дистрибутера -а. Филм је издат 29. јула 2021. године у Србији, дистрибутера -а. Филм је наишао на мешовите критике критичара, који су похвалили радњу и кинематографију филма, али су критиковали његов сценарио, Шјамаланову режију, дијалог и неравномерно извршење.

## Радња
Брачни пар Гај и Приска путују у тропско одмаралиште са својом малом децом Трентом и Медокс као последњи породични одмор пре развода. По савету менаџера одмаралишта, породица посећује осамљену плажу коју такође заузимају три додатне забавне групе: репер Mid-Size Sedan и сапутница; хирург Чарлс, његова супруга Кристал, њихова млада ћерка Кара и Чарлсова мајка Агнес; и брачни пар Џарин и Патриша. Трагедија погађа одмор групе када је пронађено тело сапутнице Mid-Size Sedan-а, након чега Агнес изненада умире. Убрзо се дешавају чудни догађаји, укључујући троје деце која су постала тинејџери. Група схвата да их плажа брзо стари, што резултира погоршањем њиховог здравља. Такође примећују да најмање један члан сваке породице има основно здравствено стање. Напори за одлазак чланова резултирају онесвешћењем и буђењем на плажи.
Усред групе која се труди да нађе излаз са плаже, Трент и Медокс откривају свеску претходног путника, заједно са назнакама да их гледа непозната особа. Покушаји да напусте одмаралиште постају све напетији када Чарлсова све већа шизофренија доводи до тога да убије Mid-Size Sedan-а. Џарин и Кара пропадају током покушаја бекства, док Патриша и Кристал умиру од погоршања њихових здравствених стања. Чарлс на крају нападне Гаја ноћу, али Приска га сече рђавим ножем, узрокујући фаталну инфекцију. Како се ноћ спушта, остарели Гај и Приска се поправљају свој однос пре него што умиру у тренутку једно од другог.
Пошто су до следећег јутра остали само одрасли Мадокс и Трент, Трент поново прегледа тајну поруку коју му је дао менаџеров нећак, а за коју закључи да је повезана са подводним коралним пролазом. Сумњајући да ће пролаз омогућити њему и Медокс да не изгубе свест док напуштају плажу, он и његова сестра почињу да пливају кроз корал. Након што не успеју да изађу из воде, запосленик одмаралишта који их надгледа извештава да је читава група умрла.
Открива се да је одмаралиште параван за истраживачки тим који спроводи клиничка испитивања нових медицинских лекова, а гости који пате од болести користе се као несвесни испитаници. Будући да плажа убрзава живот гостију, истраживачи су успели да заврше доживотна испитивања лекова у року од једног дана. Истраживачи крећу напред привлачећи нову групу на плажу, али их прекида долазак Трента и Медокс, који су преживели своје подводно пливање. Користећи свеску као доказ нестанка неколико гостију, брат и сестра могу довести полицију у одмаралиште. Када су истраживачи ухапшени, Трент и Медокс одлазе кући да живе са тетком, несигурни у своју будућност.

## Улоге
| Глумац                       | Улога            |
| ---------------------------- | ---------------- |
| Гаел Гарсија Бернал          | Гај Капа         |
| Вики Крипс                   | Приска Капа      |
| Руфус Суел                   | Чарлс            |
| Алекс Вулф Еман Елиот        | Трент Капа       |
| Томасин Макензи Ембет Дејвиц | Медокс Капа      |
| Аби Ли                       | Кристал          |
| Ники Амука-Берд              | Патриша Кармајкл |
| Кен Ланг                     | Џарин Кармајкл   |
| Елајза Сканлен               | Кара             |
| Арон Пјер                    | / Брендан        |
| Кетлин Чалфант               | Агнес            |